# Plantago erecta
Plantago erecta är en grobladsväxtart som beskrevs av Morris. Plantago erecta ingår i släktet kämpar, och familjen grobladsväxter. Inga underarter finns listade i Catalogue of Life.

## Bildgalleri

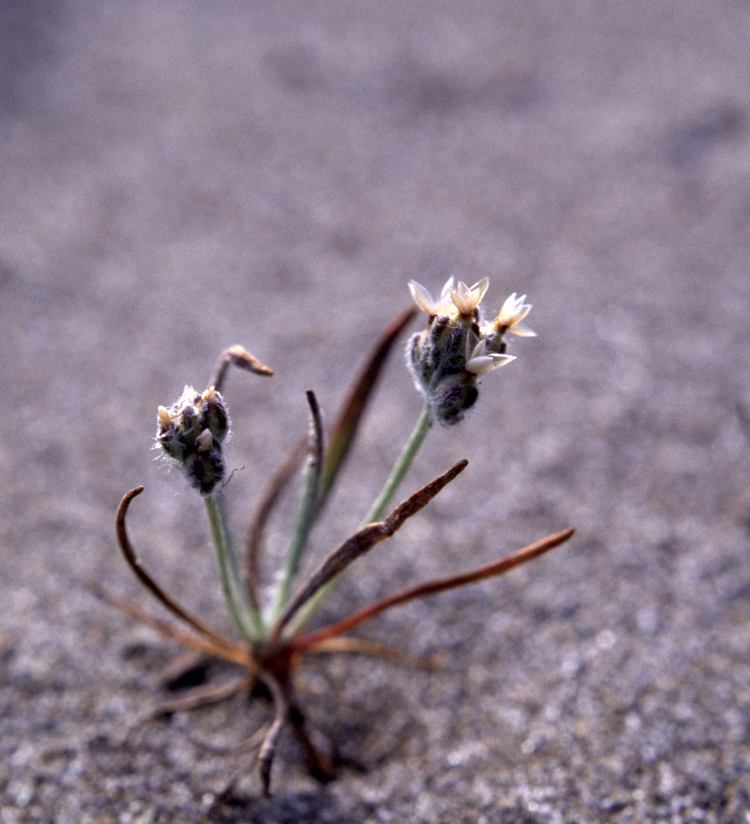